# Psilotreta watananikorni
Psilotreta watananikorni är en nattsländeart som beskrevs av Malicky och Chantaramongkol in Malicky 1995. Psilotreta watananikorni ingår i släktet Psilotreta och familjen böjrörsnattsländor. Inga underarter finns listade i Catalogue of Life.